# Volodymyr Aržanov
Volodymyr Oleksandrovyč Aržanov (in ucraino Володимир Олександрович Аржанов?; Zaporižžja, 29 novembre 1985) è un ex calciatore ucraino, di ruolo centrocampista.

## Carriera

### Club
Ha giocato nella prima divisione ucraina.

### Nazionale
Ha partecipato ai Mondiali Under-20 del 2005.